# Love Out Loud
Love Out Loud es el undécimo álbum de estudio de la cantante cristiana Jaci Velásquez, este fue lanzado a mediados de marzo del 2008. la intérprete lleva al oyente a un viaje musical hacia la esperanza, la curación y el amor. La letra del tema "Love Out Loud" habla de actuar de buena manera, y que el mundo vea el amor de Dios a través de nosotros. Jaci Velásquez para esta producción trabajó con Mark Heimermann (el productor de sus primeros tres discos).

## Lista de canciones
1. Nothing But Sky
2. It's Not You It' Me
3. Love Out Loud
4. Jesus (the way)
5. My Alleluia
6. Weightless
7. Likely Story
8. Tango
9. Por Escrito
10. Into The Light Again
11. Nothing But Sky (Outro)

## Sencillos
1. Love Out Loud

Jesus (the way) 
1. Into The Light Again
2. Tango

- Datos: Q5981634